# Bulakan Balai Kandih
Bulakan Balai Kandih is een bestuurslaag in het regentschap Payakumbuh van de provincie West-Sumatra, Indonesië. Bulakan Balai Kandih telt 3641 inwoners (volkstelling 2010).